# Tachina ardens
Tachina ardens là một loài ruồi trong họ Tachinidae.